# Folignan
Folignan ist eine Weißweinsorte, eine Neuzüchtung zwischen den Sorten Ugni Blanc x Folle Blanche. Die Kreuzung erfolgte 1965 am INRA Bordeaux (Institut National de la Recherche en Agronomie) Sud-Ouest im Südwesten Frankreichs.
Vorgegebenes Züchtungsziel war es, für das Anbaugebiet Cognac eine frühreifende Rebsorte zu entwickeln, die krankheitsresistenter als die weitverbreitete Ugni Blanc ist. Ab 1975 wurden erste Feldversuche durchgeführt, die nach 20 Jahren schließlich zur Eintragung in die Sortenliste führte. Folignan ist in den Landweinen der Regionen Charente, Dordogne, Gers, Gironde, Landes und Lot zugelassen. Den trockenen Weißweinen dieser Sorte fehlt es jedoch an Struktur und Substanz. Bei der Destillation des Grundweins entstehen jedoch gute Branntweine. Seit September 2005 gehört die Rebsorte zu den Sorten, die zur Erzeugung des Cognac zugelassen sind.
Der Weinbrand wird im Vergleich zu den Branntweinen aus Ugni Blanc als etwas aromatischer beschrieben, da der Anteil an Methanol und an Terpenen leicht höher ist.
Zum gewerblichen Anbau in Frankreich ist der Klon 1053 zugelassen.
Siehe auch den Artikel Weinbau in Frankreich sowie die Liste von Rebsorten.
Synonyme: Zuchtstammnummer INRA 8476.
Abstammung: Ugni Blanc x Folle Blanche

## Ampelographische Sortenmerkmale
In der Ampelographie wird der Habitus folgendermaßen beschrieben:
- Die Blätter sind fünflappig und deutlich gebuchtet (siehe auch den Artikel Blattform). Das Blatt ist stumpf gezahnt. Die Blattoberfläche (auch Blattspreite genannt) ist blasig derb.
- Die walzenförmige Traube ist mittelgroß und mehr oder weniger dichtbeerig. Die rundlichen Beeren sind mittelgroß und bei Vollreife von goldgelber Farbe.

Die Sorte treibt mittelspät aus und entgeht somit späten Frühjahrsfrösten. Sie reift ca. 25 Tage nach dem Gutedel und gilt somit als spätreifend. Folignan ist eine Varietät der Edlen Weinrebe (Vitis vinifera). Sie besitzt zwittrige Blüten und ist somit selbstfruchtend. Beim Weinbau wird der ökonomische Nachteil vermieden, keinen Ertrag liefernde, männliche Pflanzen anbauen zu müssen.